# Бріологія

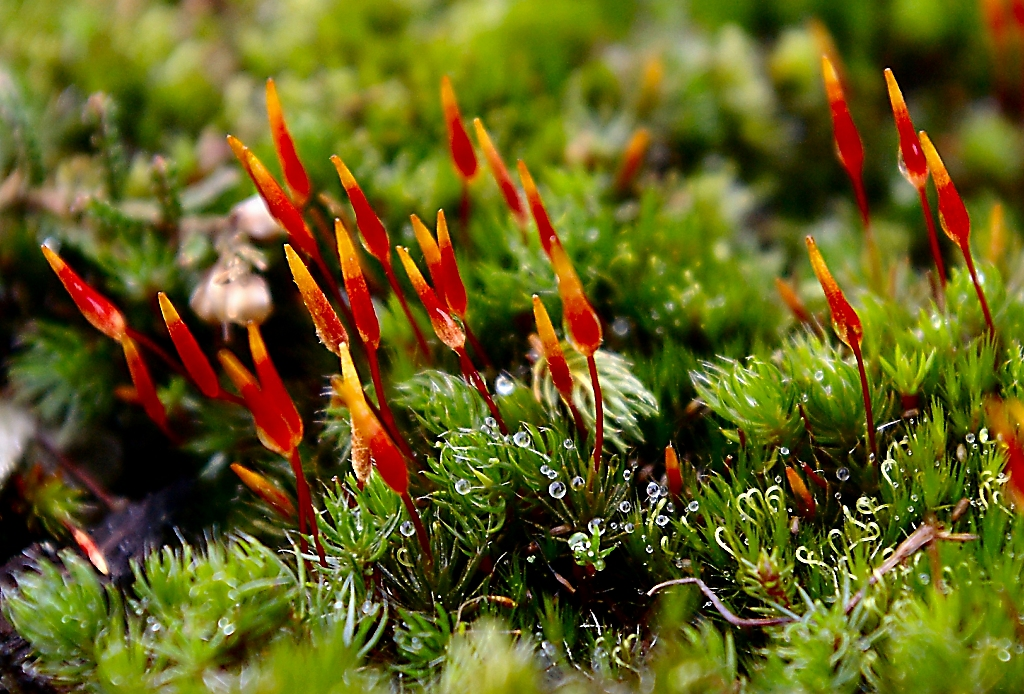

Бріоло́гія (грец. βρύο — мох та грец. λογος — вчення) — наука, що вивчає мохоподібні (антоцеротофіти, мохи (бріофіти) та печіночники (маршанціофіти)), їх анатомію, морфологію, фізіологію, систематику, цитологію, географічне поширення, філогенію та екологію.

## Відомі бріологи
Бріологія розвинулася в 19 столітті в результаті робіт Й. Гедвіга, В. Гофмейстера, К. Гебеля та інших.
Відомі бріологи в Україні:
- Бачурина Ганна Федорівна
- Бойко Михайло Федосійович
- Гапон Світлана Василівна
- Данилків Ігор Семенович
- Демків Орест Теодорович
- Зеров Дмитро Костянтинович
- Лазаренко Андрій Созонтович
- Лобачевська Оксана Василівна
- Мамчур Звенислава Ігорівна
- Мельничук Всеволод Максимович
- Партика Лариса Яківна
- Рабик Ірина Володимирівна
- Ріпецький Роман Теодозійович
- Сапегін Андрій Опанасович
- Слободян Михайло Петрович
- Улична Купава Остапівна